# Испанско-мадагаскарские отношения
Испанско-мадагаскарские отношения — двусторонние дипломатические отношения между Испанией и Мадагаскаром. Обе страны установили дипломатические отношения 25 марта 1966 года.

## История
Основными вопросами отношений между Испанией и Мадагаскаром являются:
- сотрудничество в целях развития (хотя Мадагаскар не является приоритетной или предпочтительной страной для Испании в «Плане для Африки»);
- рыбалка, так как Мадагаскар находится на маршруте испанской ловли тунца в Индийском океане;
- борьба с пиратством. 20 апреля 2008 года испанское рыболовное судно «Playa de Bakio», часть экипажа которого была занята малагасийцами, было захвачено сомалийскими пиратами у берегов Сомали. Правительство Мадагаскара обратилось к испанцам с просьбой предоставить им лучшие места для освобождения и добилось этого к 27 апреля 2008 года. В 2009 году аналогичное событие произошло после захвата рыболовецкого судна «Alakrana». Спустя время весь экипаж был освобождён[1].

Испания участвует в усилиях по сотрудничеству, проводимых Европейским союзом. Она финансирует 0,5 млн € на проект, запущенный с Международной федерацией Красного Креста и Красного Полумесяца по повышению продовольственной безопасности в юго-восточном регионе Аноси (проект называется «Повышение продовольственной безопасности и доходов бедных семей в районе Аноси»). Это соглашение является частью меморандума о взаимопонимании, подписанного министерствами иностранных дел обеих стран в 2019 году.
Испания внесла 14,29 млн € в Программу профессионального обучения и повышения производительности сельского хозяйства посредством займа из Целевого фонда Испании для Механизма софинансирования продовольственной безопасности, созданного в рамках Партнёрства между Испанией и Международным сообществом и Фондом содействия развитию сельского хозяйства. Данный заем был предоставлен в 2012 году сроком на 40 лет. До 2012 года преподаватель финансировался из бюджета AECID (DG по культурным и научным связям) в Университете Антананариву. В настоящее время изучается возможность пересмотра этой лекции за счет долевого финансирования

## Договорно-правовая база
В сентябре 2014 года был подписан Меморандум о взаимопонимании между министерством иностранных дел Республики Мадагаскар и министерством иностранных дел и международного сотрудничества Королевства Испания и соглашение о сотрудничестве в области железнодорожной инфраструктуры и транспорта.
В 2015 году между министром общественных работ Аной Хулиан Пастор и министром туризма, транспорта и метеорологии Жаком Ульрихом Андриантианой был подписан меморандум о взаимопонимании. Также между министром иностранных дел и сотрудничества Хосе Мануэлем Гарсия- Маргальо и министром иностранных дел Мадагаскара Харисоа Разахостимо был подписан меморандум, который включает различные области сотрудничества, особенно в рамках системы Организации Объединённых Наций (ООН).

## Визиты и встречи
- Апрель 2014. Встреча председателя правительства Испании Мариано Рахоя с президентом Мадагаскара Эри Радзаунаримампианиной во время саммита «ЕС-Африка» в Брюсселе;
- Сентябрь 2014. Встреча в Нью-Йорке министра иностранных дел Испании Хосе Мануэля Гарсия-Маргальо и министра иностранных дел Мадагаскара Аризоей Лалой Разафитримо;
- Октябрь 2015. Визит министра туризма, транспорта и метеорологии Мадагаскара Жака Ульриха Андриантианы в Испанию.
- Октябрь 2015. Министр водных ресурсов и рыболовства Мадагаскара сэр Ахмад присутствовал на праздновании 20-й годовщины принятия Кодекса ведения ответственного рыболовства Продовольственной и сельскохозяйственной организации ООН (ФАО) в Виго.
- Январь 2018. Визит министра транспорта и метеорологии Мадагаскара Ралавы Бебоаримисы в Испанию[2].

## Дипломатические миссии
- Посольство Мадагаскара в Париже аккредитовано в Испании.
- Посольство Испании в Претории (ЮАР) аккредитовано на Мадагаскаре[1].